# Geraldo Alckmin
Geraldo José Rodrigues de Alckmin Filho (Pindamonhangaba, 7 de noviembre de 1952) es un médico y político brasileño perteneciente al Partido Socialista Brasileño (PSB) y actual vicepresidente de la República Federativa de Brasil desde 2023.

## Biografía
Médico de profesión, comenzó su carrera política como concejal en su ciudad natal. En 1977 se convirtió en el alcalde más joven de Brasil con 25 años de edad. Ostentó este cargo hasta 1982. Tras la alcaldía, durante dos legislaturas fue diputado federal. En 1988 participó en la creación del Partido de la Social Democracia Brasileña (PSDB).
Está casado y tiene tres hijos. 
Entre 2001 y 2006 fue gobernador del estado de São Paulo, y posteriormente candidato a las elecciones presidenciales de 2006 por el PSDB. En estas elecciones quedó en segundo lugar en la primera vuelta, con más del 41% de los votos.[cita requerida]
Aspiró a la Presidencia en las elecciones de 2006, en las que perdió frente al entonces mandatario Lula da Silva, reelegido en segunda vuelta con un 60,8 % de los votos.
Fue candidato en las elecciones presidenciales de 2018 y obtuvo el 4,76% de los votos. Su imagen se verìa empañada por el vínculo del PSDB con el Gobierno interino de Michel Temer, el más impopular de la historia del país. El PSDB formó parte de la base de apoyo del Gobierno de Temer. Candidato de la derecha neoliberal y conservadora, Geraldo Alckmin sufrió por su falta de carisma y su perfil moderado en una campaña en la que el electorado tradicional del PSDB se decantó por Jair Bolsonaro. Sin embargo, su candidatura fue bien recibida por los medios de comunicación tradicionales y el sector financiero.

### Posiciones políticas
Católico, Alckmin ha sido miembro del Opus Dei.
El programa electoral de Alckmin en 2018 se basaba en la lucha contra corrupción. También propone seguir con las reformas de corte liberal iniciadas por Temer y llevar a cabo una amplia reforma para disminuir el papel del Estado y de ideas fuertemente pro mercado.

### Controversias
Su gestión en São Paulo se vio envuelta en múltiples escándalos de corrupción, desde desvíos en la construcción de una carretera de circunvalación hasta irregularidades en el reparto de comida en las escuelas públicas.
Posteriormente por la campaña electoral de 2006 la Fiscalía brasileña denunció a Alckmin por financiación ilegal en 2014, el Ministerio Público de Sao Paulo, que acusa al exgobernador de Sao Paulo de haber recibido al menos unos 7,8 millones de reales (unos 1,87 millones de dólares) en "caja B" de parte de la constructora Odebrecht, implicada en el escándalo de corrupción siendo imputado judicialmente. Posteriormente, su partido, el PSDB y varias figuras del mismo se verían implicados por recepciòn de coimas para financiar su campaña como gobernador del estado de São Paulo. Alckmin  fue acusado por Odebrecht de haber recibido dinero no declarado a través de su cuñado, de lo cual sus oponentes aseguran que ha sido blindado por los medios de comunicación, que no han mencionado el asunto.
En 2018 se verìa implicado en un nuevo caso de corrupción cuando fiscales de Sao Paulo acusaron a Geraldo Alckmin de presuntas irregularidades durante su mandato como gobernador del estado

### Cambio de partido y futuro político
En 2021 dejó su partido, el PSDB, y se afilió al Partido Socialista Brasileño (PSB) pocos meses después, para postularse como candidato a vicepresidente de Brasil en la fórmula presidencial de Lula da Silva. Tras las elecciones de 2022, fue nombrado vicepresidente electo, y coordinador del equipo de transición entre gobiernos. Asumio el cargo el 1 de enero de 2023. Además de ello, asumio el cargo de ministro de Industria, Desarrollo, Comercio y Servicios.

## Historial electoral
|  | 10.00 % |

|  | 23.80 % |

|  | 0.91 % |

|  | 0.81 % |

|  | 0.32 % |

|  | 56.12 % |

|  | 55.37 % |

|  | 17.26 % |

|  | 58.64 % |

|  | 39.17 % |

|  | 22.48 % |

|  | 50.63 % |

|  | 57.31 % |

|  | 4.76 % |

|  | 50.90 % |